# Муракаево
Мурака́ево (баш. Мораҡай)  — деревня в Абзелиловском районе Республики Башкортостан, относится к Баимовскому сельсовету.

## Население
| 1968 | 2002 | 2009 | 2010 |
| ---- | ---- | ---- | ---- |
| 386  | ↘293 | ↗303 | ↗329 |

Согласно переписи 2002 года, преобладающая национальность — башкиры (98 %).

## Географическое положение
Расстояние до:
- районного центра (Аскарово): 79 км,
- центра сельсовета (Баимово): 12 км,
- ближайшего остановочного пункта (Муракаево): 2 км.

## Религия
В деревне есть мечеть.

## Достопримечательности
Рядом находится гора Куркак - ботанический памятник природы.